# Pasión por el ruido
Pasión por el ruido es el sexto álbum que publicó la banda de rock Barricada en 1989. En este álbum la compañía discográfica censuró la canción «En nombre de Dios».

## Lista de canciones
1. Tan fácil - 3:23
2. Dentro del espejo - 3:30
3. Pasión por el ruido - 3:15
4. Yo soy quien tu necesitas esta noche - 3:13
5. Situación límite - 2:16
6. Patinazo - 2:23
7. Objetivo a rendir - 3:12
8. Por salir corriendo - 3:13
9. El general - 3:23
10. Correr a ciegas - 4:00
11. Invitación a la pesadilla (obligada) - 2:20

## Créditos
- Enrique Villarreal, El Drogas: voz, bajo y coros.
- Javier Hernández, Boni: voz en "Pasión por el ruido", "Situación límite", "Objetivo a rendir", "Por salir corriendo" y "Correr a ciegas", guitarra y coros.
- Alfredo Piedrafita: guitarra y coros.
- Fernando Coronado: batería.